# Бусленко, Николай Пантелеймонович
Николай Пантелеймонович Бусленко (1922—1977) — советский учёный-математик, доктор технических наук (1960), профессор (1962), член-корреспондент АН СССР (1966).
Член Президиума Научного совета АН СССР по комплексным проблемам кибернетики. Известность получили работы Бусленко по моделированию на ЭВМ сложных систем, функционирующих в условиях воздействия большого количества взаимозависимых случайных факторов; последующие его труды посвящены машинным методам количественного и качественного исследования больших систем. Н. П. Бусленко был создателем и редактором журнала АН СССР «Программирование».

## Биография

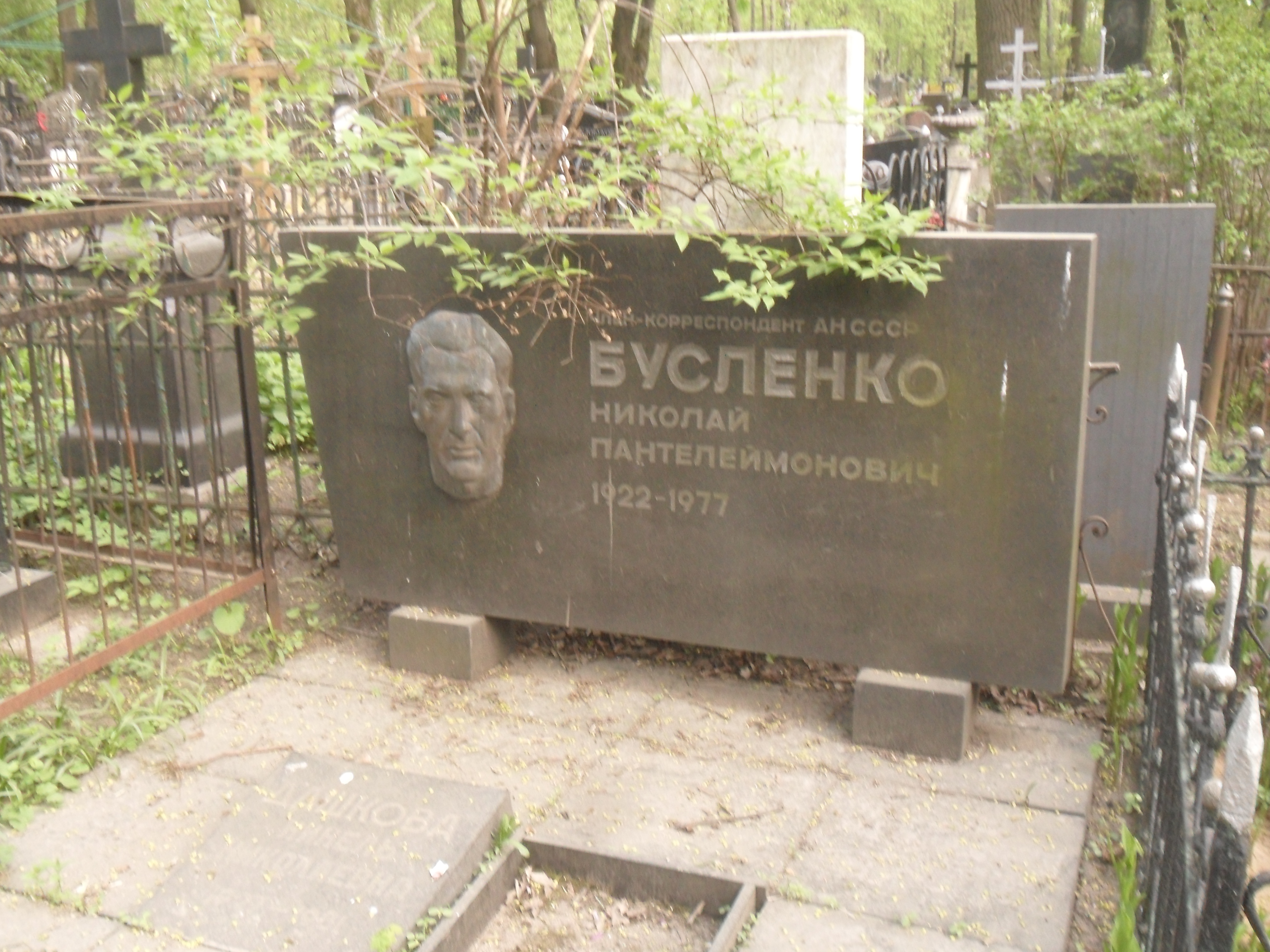
Могила Бусленко на Введенском кладбище Москвы.

Родился 15 февраля 1922 года в городе Ржищев Киевской области.
C сентября 1940 года служил в Красной армии. Окончил Ленинградское артиллерийское училище (1941).
Участник Великой Отечественной войны с июня 1941 по май 1945. Воевал на Ленинградском, Западном и 2-м Белорусском фронтах. Прошёл путь от командира батареи пушечного артиллерийского полка до командира дивизиона гаубичной артиллерийской бригады.
После окончания в 1952 году Артиллерийской академии им. Ф. Э. Дзержинского был оставлен в ней на преподавательской работе на кафедре теории полёта и аэродинамики реактивных снарядов. В 1955 году научным руководителем Вычислительного центра № 1 Министерства обороны СССР (ВЦ № 1 МО СССР) А. И. Китовым Бусленко был приглашён на работу в этот секретный научно-производственный центр на должность старшего научного сотрудника. А. И. Китов благоволил к своему талантливому подчинённому, назначив его уже через год начальником лаборатории(1956), а вскоре начальником отдела математического моделирования.
В 1960 года Бусленко был назначен заместителем начальника ВЦ № 1 МО СССР, а также первым заместителем начальника ЦНИИ № 45 МО СССР по научно-исследовательской работе. В 1965 году полковник Бусленко назначается на должность начальника ЦНИИ 27 МО (бывш. ВЦ № 1 МО СССР, в/ч 01168), на которой проработал около двух лет.
До конца жизни Бусленко связывали с А. И. Китовым плодотворные научные и взаимоуважительные дружеские отношения. В частности, Бусленко был убеждённым сторонником проекта А. И. Китова создания в СССР Единой государственной сети вычислительных центров (ЕГСВЦ) для управления экономикой всей страны и её Вооружёнными Силами (среди специалистов известен как проект «Красная книга», который был представлен А. И. Китовым в ЦК КПСС Н. С. Хрущёву в 1959 году).
В конце шестидесятых годов в МФТИ под руководством Бусленко была создана кафедра, занимавшаяся задачами в области управления и математического моделирования сложных систем.
В период 1968—1977 годов он заведовал лабораторией НИИ Автоматической аппаратуры Министерства радиопромышленности СССР. В 1972—1977 годах — кафедрой прикладной математики и вычислительной техники Московского института нефтехимической и газовой промышленности им. И. М. Губкина, созданной при его непосредственном участии.
Жил в Москве, умер 25 февраля 1977 года, похоронен в Москве на Введенском кладбище (25-й участок).

## Награды
- Награждён орденами Отечественной войны 2-й степени (1943), Красной Звезды (1943, 1956), Красного Знамени (1944, 1945), «Знак Почёта» (1975) и медалями.[5]
- Лауреат Государственной премии СССР (1986, посмертно).

## Труды
Н. П. Бусленко является автором и соавтором свыше 60 печатных работ, в том числе 8 монографий.
Важнейшие работы:
- Бусленко Н. П., Шрейдер Ю. А. Метод статистических испытаний (Монте-Карло) и его реализация на цифровых вычислительных машинах. — М. : Физматгиз, 1961. — 226 с. : черт. — (Б-ка прикладного анализа и вычислительной математики)
- Математическое моделирование производственных процессов на цифровых вычислительных машинах. / При участии З. И. Шарагиной ; Физ.-мат. б-ка инженера. — М. : Наука, 1964. — 362 с., 4 л. схем. : черт.
- Бусленко Н. П. Моделирование сложных систем. — Наука, 1978. — 395 с.
- Метод статистического моделирования. — М. : Статистика, 1970. — 109 с. : черт. — (Математическая статистика для экономистов)